# Marie-Josèphe Rossello
Pour les articles homonymes, voir Rosello (homonymie).
Marie-Josèphe Rossello (Albissola Marina, 27 mai 1811 – Savone, 7 décembre 1880) est une religieuse italienne fondatrice des Filles de Notre Dame de la Miséricorde, et reconnue sainte par l'Église catholique. Sa fête est le 7 décembre. 

## Biographie
Benoîte (Benedetta) Rossello, née le 27 mai 1811 à Albissola Marina, est la quatrième de dix enfants. Ses parents fabriquent de la vaisselle. Vers l'âge de 19 ans, elle entre dans le Tiers-Ordre franciscain. Elle est embauchée dans une famille de la haute bourgeoisie de Savone comme domestique et infirmière. Elle est tellement appréciées par ses maîtres, que ceux-ci, restés sans enfants, désirent l'adopter et en faire leur héritière,,.
Marie-Josèphe Rossello, servante à Savone, ne peut entrer au couvent faute de dot. Apprenant que l'évêque, Mgr De Mari, projette de fonder une œuvre en faveur des jeunes filles abandonnées et des prostituées, elle lui offre ses services. Ainsi commence avec trois sœurs, un sac de pommes de terre et quatre pièces d'argent, la congrégation des Filles de Notre Dame de la Miséricorde, dont Marie-Josèphe Rossello (lors de son entrée en religion, elle prend le nom de Marie-Josèphe) devient supérieure en 1840 et qu'elle dirige toute sa vie. La congrégation ouvre des écoles pour les filles pauvres, et des hôpitaux pour les infirmes. Les religieuses aident également les prostituées à quitter leur milieu et s'intégrer dans la société. Elle rachètent également des esclaves,,.
À sa mort, l'institut possède déjà 68 maisons (écoles, orphelinats, hôpitaux, refuges pour filles repenties).
En 1949, elle est canonisée. Sa fête est célébrée le 7 décembre.
Les Filles de Notre-Dame sont plus de 3 000, desservant 260 établissements charitables en Italie et en Amérique latine.